# Resolutie 958 Veiligheidsraad Verenigde Naties
Resolutie 958 van de Veiligheidsraad van de Verenigde Naties werd unaniem aangenomen op 19 november 1994.

## Achtergrond
In 1980 overleed de Joegoslavische leider Tito, die decennialang de bindende kracht was geweest tussen de zes deelstaten van het land. Na zijn dood kende het nationalisme een sterke opmars, en in 1991 verklaarden verschillende deelstaten zich onafhankelijk. Dit leidde tot burgeroorlogen met minderheden die tegen onafhankelijkheid waren in de deelstaten. Zo geschiedde ook in Kroatië, waar in de eerste helft van de jaren 1990 een bloedige burgeroorlog werd uitgevochten tussen Kroaten en Serven, en waarbij op grote schaal etnische zuiveringen plaatsvonden. De VN-vredesmacht UNPROFOR, later vervangen door UNCRO, moest een staakt-het-vuren bewerkstelligen en veilige zones creëren voor de bevolking.

## Inhoud
De Veiligheidsraad:
- herinnert aan zijn eerdere resoluties, en specifiek resolutie 836;
- herhaalt zijn bezorgdheid om de verslechterende situatie in en rond Bihac;
- overwoog de brief van Kroatië
- bevestigt de soevereiniteit en territoriale integriteit van Kroatië;
- bepaalt dat de situatie in ex-Joegoslavië de internationale vrede bedreigt en wil UNPROFOR steunen;
- besluit dat de autorisatie van de lidstaten om de VN-veilige gebieden in Bosnië en Herzegovina mee te beschermen met hun luchtmacht ook zal gelden voor Kroatië.

## Verwante resoluties
- Resolutie 943 Veiligheidsraad Verenigde Naties
- Resolutie 947 Veiligheidsraad Verenigde Naties
- Resolutie 959 Veiligheidsraad Verenigde Naties
- Resolutie 967 Veiligheidsraad Verenigde Naties

Lijst ·  893 ·  894 ·  895 ·  896 ·  897 ·  898 ·  899 ·  900 ·  901 ·  902 ·  903 ·  904 ·  905 ·  906 ·  907 ·  908 ·  909 ·  910 ·  911 ·  912 ·  913 ·  914 ·  915 ·  916 ·  917 ·  918 ·  919 ·  920 ·  921 ·  922 ·  923 ·  924 ·  925 ·  926 ·  927 ·  928 ·  929 ·  930 ·  931 ·  932 ·  933 ·  934 ·  935 ·  936 ·  937 ·  938 ·  939 ·  940 ·  941 ·  942 ·  943 ·  944 ·  945 ·  946 ·  947 ·  948 ·  949 ·  950 ·  951 ·  952 ·  953 ·  954 ·  955 ·  956 ·  957 ·  958 ·  959 ·  960 ·  961 ·  962 ·  963 ·  964 ·  965 ·  966 ·  967 ·  968 ·  969